# Dillonara
× Dillonara, (abreviado Dill) en el comercio, es un híbrido intergenérico entre los géneros de orquídeas Epidendrum × Laelia × Schomburgkia. Fue publicado en Orchid Rev. 74(882, noh): 2 (1966).